# Деда Прас
Деда Прас (енгл. Hogfather; издат 1996) је двадесети роман Терија Прачета о Дисксвету.

## Радња
Необична бића која себе називају контролорима одлучују да промене читав свет чије им се устројство не допада. Њихова жеља је да свемиром орбитира „камење“ око „усијаних лопти“, што није могуће због магије Дисксвета. Зато одлучују да униште оно у шта људи верују и учине свет рационалнијим. Унајмљују убице из еснафа убица како би уклонили Деда Праса (алузија на деда мраза). Управник овог еснафа прихвата „посао“ јер му је понуђена огромна сума новца и ангажује најјезивијег и најнемилосрднијег убицу Чајупета који успева да осмисли план за уништење Деда Праса. Међутим, сама Смрт, као и његова усвојена унука Сузан одлучују да спасу свет у коме почињу да се дешавају необичне појаве; Деда Прас је нестао, али се зато појављују бог мамурлука и бог пролива, брадавичави гном, као и једна весела вила...

## Цитати
Чарапоједац је покушавао да побегне не мрдајући се са места. То јесте немогуће, али многе мале животиње се тако понашају када их ухвате да једу нешто што не би смеле. Тад почну махнито да мрдају ногама, али врат и непопустљиве вилице остају приковани за храну.
Сузан слеже раменима и прође кроз врата. Знала је да то вероватно није паметан потез. Кад год је користила своје надљудске моћи, чинила је то са одређеном дозом нормалног. Настави ли тако, заборавиће чему служи квака на вратима, баш као и њен деда.

## Критике
У „Sunday Times“-у А. С. Бајат је овај роман упоредио са „Аутостоперским водичем кроз галаксију“ и описао као интелигентан, духовит и освежавајућ.